# Igensdorf
Igensdorf es un municipio situado en el distrito de Forchheim, en el estado federado de Baviera (Alemania), con una población a finales de 2016 de unos 5120 habitantes.
Se encuentra ubicado en la zona centro-norte del estado, al sur de la región de Alta Franconia.